# Hrabstwo Filadelfia
Filadelfia – hrabstwo w Stanach Zjednoczonych, w stanie Pensylwania. Populacja liczy 1526006 mieszkańców (stan według spisu z 2010 roku).
Powierzchnia hrabstwa to 370 km² (w tym 20 km² stanowią wody). Gęstość zaludnienia wynosi 4360,0 osoby/km².

## Miejscowości

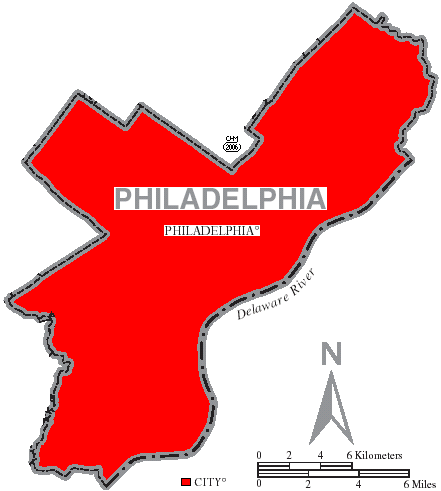
Rozmieszczenie miast i Broughs na mapie hrabstwa

### Miasta
- Filadelfia